# Баграт Камсаракан
Багра́т Камсарака́н — армянский князь, родной брат Васил Гоха. Владетель княжества Равендана и Гурис (или Куррис, Курхус).

## Биография
Баграт Камсаракан, являясь братом Васил Гоху, происходил из древнего армянского княжеского рода Камсаракан. После 1086 года, когда Варажнуни утратил последние города, где ещё находились его гарнизоны, на территории Киликии и Приевфратья образовался ряд независимых армянских княжеств.
Баграт являлся проводником участников Первого крестового похода через Малую Азию, а затем отряда Балдуина к Евфрату. Он видимо находился при константинопольском дворе. Альберт Аахенский сообщает, что Балдуин Булонский встретился с ним в Никее, куда Баграт бежал от оков императора греков. Альберт описывает Баграта как человека коварного и очень опытного в военном деле, чья репутация была широко известна по всей Армении, Сирии и Греции. При содействии армянского населения Балдуину Булонскому удалось взять под свой контроль Тель Башар, Равендан (Равенель) и другие города, после чего он передал Баграту Равендан. Позже Баграт был изгнан из Равендана, закрепившись у границ Киликии он к 1098 году стал правителем округа Гурис (или Куррис, Курхус).
В 1116 — 1117 годах за счёт захвата владений армянских князей, территория графства Эдесского существенно увеличилась. У Басила Тга были отняты Кесун, Рабан, Бехесни, Ромкла и, возможно, Хисн Мансур. Тогда же был изгнан из Пира князь Аплгариб, а из Гуриса князь Баграт Камсаракан